# بنجامین هریسون
بنجامین هریسون (به انگلیسی: Benjamin Harrison) (زادهٔ ۲۰ اوت ۱۸۳۳ – درگذشتهٔ ۱۳ مارس ۱۹۰۱) یک وکیل و سیاستمدار آمریکایی بود که از سال  ۱۸۸۹ تا ۱۸۹۳ به عنوان بیست و سومین رئیس‌جمهور آمریکا از حزب جمهوری‌خواه خدمت کرد.
وی نوه ویلیام هنری هریسون، نهمین رئیس‌جمهور آمریکا بود. بنیامین هریسون در انتخابات ۱۸۸۸ به عنوان نامزد جمهوری‌خواهان شرکت کرد و با کسب ۲۳۳ رای در الکترال کالج بر «کله ولند» چیره شد. بزرگ‌ترین دستاورد سیاست خارجی هریسون حمایت وی از «بلین»، وزیر امور خارجه وقت بود که ایده‌هایش در اداره امور وزارت خارجه آمریکا زمینه‌های قدرت امپریالیستی این کشور را نوید می‌داد. از دیگر دستاورد های دوران ریاست جمهوری وی به تجهیز و به روزرسانی نیروی دریایی ایالات متحده آمریکا می توان اشاره کرد. بعضی از طرح های او مثل تخصیص بودجه فدرال برای برنامه های آموزشی با شکست مواجه شد.

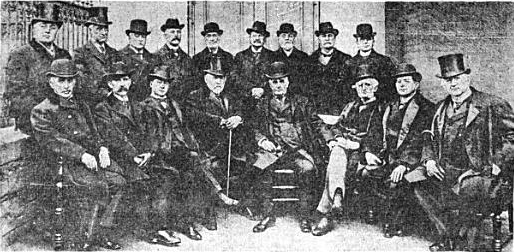
کمیته ویژه مجمع عمومی پروتستان‌ها در مورد بازنگری اعتقادنامه، شامل بنجامین هریسون و قاضی ادوارد ویلیام کورنلیوس هامفری

## مرگ
در فوریه ۱۹۰۱، هریسون چیزی را ایجاد کرد که تصور می‌شد آنفولانزا (در آن زمان «گریپ» نامیده می‌شد)، که بعداً ثابت شد که ذات‌الریه است. او با استنشاق بخار بخار و اکسیژن درمان شد، اما وضعیت او بدتر شد. هریسون در ۱۳ مارس ۱۹۰۱ در سن ۶۶ سالگی بر اثر ذات‌الریه در خانه خود در ایندیاناپولیس درگذشت. آخرین سخنان او این بود: "آیا دکترها اینجا هستند؟ دکتر، ریه های من...". بقایای هریسون در قبرستان کراون هیل ایندیاناپولیس، در کنار جسد همسر اولش، کارولین، دفن شده است. پس از مرگ او در سال ۱۹۴۸، مری دیمیک هریسون، همسر دوم او، در کنار او به خاک سپرده شد.